# BS-555
Il BS-555 è stato l'unico sottomarino costruito del progetto 1840 (nome in codice NATO: classe Lima). In servizio con la marina sovietica nella Flotta del Mar Nero, oggi è stato demolito.
La sigla BS sta per bolshaya spetsialnaya ("grande speciale"), ed è utilizzata dai sottomarini per operazioni speciali.

## Sviluppo e tecnica
Questo sottomarino, costruito a San Pietroburgo, entrò in servizio nel 1979.
Dal punto di vista tecnico, si sa piuttosto poco ed informazioni come la velocità e la profondità operativa non sono note. Stesso discorso vale per il numero di componenti dell'equipaggio.
Per quanto riguarda l'armamento, non si hanno notizie in proposito (si suppone che fosse disarmato).

## Il servizio
Il BS-555 svolse la sua attività operativa nel Mar Nero. La sua carriera si concluse nel 1989, quando venne portato a San Pietroburgo per essere revisionato. Qui lo sorprese il crollo dell'Unione Sovietica e, a causa della successiva crisi della Russia, i lavori non furono mai ultimati e fu abbandonato. Venne demolito nel 1994.
L'esatto scopo di questo mezzo rimane piuttosto oscuro agli osservatori occidentali. Vista la sigla utilizzata, è stato ipotizzato che potesse essere servito per ricerche, operazioni speciali, sperimentazione di nuove tecnologie o supporto generale.